# Patrick Moriau
Patrick Moriau (Charleroi, 11 maart 1951 – 20 juli 2013) was een Belgische politicus voor de PS. Hij zetelde vanaf 1995 in de Kamer van volksvertegenwoordigers en was van 1995 tot 2012 burgemeester van Chapelle-lez-Herlaimont.

## Levensloop
Hij behaalde een licentiaat journalistiek en sociale communicatie aan de Université libre de Bruxelles. Van 1974 tot 1982 was hij docent aan een hogeschool in Montignies-sur-Sambre. Nadien werkte hij zes jaar als verantwoordelijke publieke relaties voor het provinciebestuur van de provincie Henegouwen. Daarna werkte hij van 1988 tot 1992 als perswoordvoerder en van 1991 tot 1992 als adjunct-kabinetschef van minister Philippe Busquin.
Van 1983 tot aan zijn dood in 2013 was Patrick Moriau gemeenteraadslid van Chapelle-lez-Herlaimont, waar hij van 1989 tot 1992 schepen en van 1995 tot 2012 burgemeester was. Omwille van zijn zware ziekte was hij geen lijsttrekker meer voor de verkiezingen van 2012, maar nam nog deel als lijstduwer. Hij werd als burgemeester opgevolgd door Karl De Vos.
Van 1989 tot 1992 was Moriau adjunct-secretaris-generaal en van 1992 tot 1994 secretaris-generaal van de PS. Hij had nog verschillende functies binnen de partij: van 1994 tot aan zijn dood was hij voorzitter van de PS-federatie van het arrondissement Charleroi en van 1999 tot 2013 was hij verantwoordelijke voor de internationale relaties van de PS.
Van 1995 tot 2013 zetelde Patrick Moriau eveneens in de Kamer van volksvertegenwoordigers. In de Kamer was hij ondervoorzitter van de commissie Legeraankopen en lid van de commissie Buitenlandse Betrekkingen en het adviescomité voor Europese Aangelegenheden. Ook zetelde hij in de parlementaire onderzoekscommissie naar de Zaak-Dutroux en was hij voorzitter van het Belgisch Fonds voor Voedselzekerheid.
In juli 2013 overleed Moriau aan longkanker.

## Publicatie
- Les Cahiers d’un Commissaire, m.m.v. Serge Kalisz, Editions Luc Pire en 1997. De ervaringen van Moriau als lid van de parlementaire commissie Dutroux.